# Дифузійна модель
У машинному навчанні дифузійні моделі, також відомі як ймовірнісні моделі дифузії, є класом моделей прихованих змінних. Це ланцюги Маркова, навчені за допомогою варіаційного висновку. Метою дифузійних моделей є вивчення латентної структури набору даних шляхом моделювання того, як точки даних розсіюються в латентному просторі. У комп'ютерному зорі це означає, що нейронна мережа навчається зашумлювати зображення, розмиті гаусовим шумом, шляхом навчання зворотному процесу дифузії. Три приклади загальних структур моделювання дифузії, що використовуються в комп'ютерному зорі, це імовірнісні моделі дифузії з усуненням шуму, мережі балів з умовою шуму та стохастичні диференціальні рівняння.
Дифузійні моделі були представлені у 2015 році мотивуючись нелінійною термодинамікою.
Дифузійні моделі можуть бути застосовані до різноманітних завдань, зокрема для усунення шумів зображення, розфарбовування, суперроздільності та генерації зображень. Наприклад, модель генерації зображення починається з зображення випадкового шуму, а потім, після навчання реверсу процесу дифузії на природних зображеннях, модель зможе генерувати нові природні зображення. Анонсована 13 квітня 2022 року модель DALL-E 2 OpenAI для перетворення тексту в зображення є недавнім прикладом. Він використовує дифузійні моделі як для попередньої моделі (яка створює вбудовування зображення з текстовим підписом), так і для декодера, який генерує остаточне зображення.

## Математичні принципи

### Створення зображення в просторі всіх зображень
Розглянемо задачу генерації зображень. Нехай 𝑥 — зображення, а 𝑝(𝑥) — розподіл ймовірності над усіма можливими зображеннями. Якщо у нас є саме 𝑝(𝑥), то ми можемо точно сказати, наскільки ймовірним є певне зображення. Однак, в загальному випадку це нерозв'язна задача.
Найчастіше ми не зацікавлені в тому, щоб знати абсолютну ймовірність того, що певне зображення є — коли, якщо взагалі, нас цікавить, наскільки ймовірним є зображення в просторі всіх можливих зображень? Замість цього ми зазвичай лише зацікавлені в тому, наскільки вірогідним є певне зображення порівняно з його безпосередніми сусідами — наскільки імовірніший це зображення кота порівняно з деякими його невеликими варіантами? Чи більш імовірно, якщо зображення містить два вуса, або три, або з додаванням шуму Гауса?
Отже, нас насправді зовсім не цікавить сам {\displaystyle p(x)}⁣, а радше, {\displaystyle \nabla _{x}\ln p(x)}. Це забезпечує два ефекти
- По-перше, нам більше не потрібно нормалізувати {\displaystyle p(x)}, але ми можемо використовувати будь-який {\displaystyle {\tilde {p}}(x)=Cp(x)}, де {\displaystyle C=\int {\tilde {p}}(x)dx>0} це будь-яка невідома константа, яка нас не цікавить.
- По-друге, ми порівнюємо {\displaystyle p(x)} сусідів {\displaystyle p(x+dx)}, за {\displaystyle {\frac {p(x)}{p(x+dx)}}=e^{-\langle \nabla _{x}\ln p,dx\rangle }}

Нехай функція оцінки є {\displaystyle s(x):=\nabla _{x}\ln p(x)}, розглянемо, що ми можемо зробити з {\displaystyle s(x)}.
Як виявляється, {\displaystyle s(x)} дозволяє нам брати зразки з {\displaystyle p(x)} використовуючи стохастичну градієнтну динаміку Ланжевена, яка, по суті, є нескінченно малою версією ланцюга Маркова Монте-Карло.

### Вивчення функції оцінки
Функцію оцінки можна дізнатися за допомогою шумозаглушення.

## Основні варіанти

### Керівництво класифікатора
Припустимо, ми хочемо взяти вибірку не з усього розподілу зображень, а залежно від опису зображення. Ми не хочемо взяти зразок загального зображення, а зображення, яке відповідає опису «чорний кіт з червоними очима». Як правило, ми хочемо взяти вибірку з розподілу {\displaystyle p(x|y)}, де діапазони зображень {\displaystyle x}, і {\displaystyle y} діапазони по класах зображень (опис «чорний кіт з червоними очима» — це лише дуже детальний клас, а клас «кіт» — це лише дуже розпливчастий опис).
Розглянувши модель шумового каналу, ми можемо зрозуміти процес таким чином: створити зображення {\displaystyle x} умовний за описом {\displaystyle y}, ми припускаємо, що запитувач дійсно мав на увазі зображення {\displaystyle x}, але зображення проходить через шумовий канал і виходить спотвореним, як {\displaystyle y}. Таким чином, генерація зображення є нічим іншим, як висновком про те, що є {\displaystyle x} що запитувач мав на увазі.
Іншими словами, генерація умовного зображення — це просто «переклад з мови тексту на мову зображення». Потім, як і в моделі шумового каналу, ми використовуємо теорему Баєса, щоб отримати{\displaystyle p(x|y)\propto p(y|x)(x)}Іншими словами, якщо у нас є хороша модель простору всіх зображень і хороший перекладач зображення-класу, ми отримуємо перекладач класу-зображення «безкоштовно». SGLD використовує{\displaystyle \nabla _{x}\ln p(x|y)=\nabla _{x}\ln p(y|x)+\nabla _{x}\ln p(x)}де {\displaystyle \nabla _{x}\ln p(x)} це функція оцінки, навчена, як описано раніше, і {\displaystyle \nabla _{x}\ln p(y|x)} знайдено за допомогою класифікатора диференційованого зображення.

### З температурою
Зразки моделі дифузії, керованої класифікатором {\displaystyle p(x|y)}, яка зосереджена навколо максимальної апостеріорної оцінки {\displaystyle \arg \max _{x}p(x|y)}. Якщо ми хочемо змусити модель рухатися до оцінки максимальної ймовірності {\displaystyle \arg \max _{x}p(y|x)}, ми можемо використовувати{\displaystyle p_{\beta }(x|y)\propto p(y|x)^{\beta }(x)}де {\displaystyle \beta >0} інтерпретується як зворотна температура. У контексті дифузійних моделей її зазвичай називають керівною шкалою. Високий {\displaystyle \beta } змусить модель брати вибірку з розподілу, зосередженого навколо {\displaystyle \arg \max _{x}p(y|x)}. Це часто покращує якість створених зображень. Це можна зробити просто за допомогою SGLD{\displaystyle \nabla _{x}\ln p_{\beta }(x|y)=\beta \nabla _{x}\ln p(y|x)+\nabla _{x}\ln p(x)}

### Керівництво без класифікатора
Якщо у нас немає класифікатора {\displaystyle p(y|x)}, ми все одно можемо витягти один із самої моделі зображення:{\displaystyle \nabla _{x}\ln p_{\beta }(x|y)=(1-\beta )\nabla _{x}\ln p(x)+\beta \nabla _{x}\ln p(x|y)}Таку модель зазвичай тренують, пред'являючи її обома {\displaystyle (x,y)} і {\displaystyle (x,None)}, що дає змогу моделювати обидва {\displaystyle \nabla _{x}\ln p(x|y)} і {\displaystyle \nabla _{x}\ln p(x)}.
Це невід'ємна частина таких систем, як GLIDE, DALL-E і Google Imagen.